# Шрі-Гупта
Шрі-Гупта  (правив 240—290) — засновник давноьоіндійської династії Гуптів, яка правила в Індії приблизно від 320 до 550 року.
Джерелом відродження єдиної індоганзької держави після занепаду Імперії Маур'їв стала Магадха — багата на запаси металів область зі стабільною економікою, де династія Гуптів почала проводити надзвичайно вдалу зовнішню політику. Засновником династії став один з місцевих царків Гупта (Шрі-Гупта), який уже в III столітті наважився назватися махараджею («великим царем»). За його ім'ям називається вся династія.
У пізніх написах гуптських царів при послідовному перерахуванні членів династії предки царя Гупти не згадуються, і родовід починається тільки з нього. Це, можливо, показує, що рід не відрізнявся старовиною і знатністю походження; є підстави припускати, що вони були вайшіями. Якими були статус Гупти і розміри його володінь достеменно не відомо. Розташування його царства також точно встановлено; передбачаються різні локалізації: в низинах Гангу від Муршідабада на сході до Варанасі і навіть Аяги на заході.